# Fabian Wiede
Fabian Wiede (Bad Belzig, 8 de fevereiro de 1994) é um handebolista profissional alemão, medalhista olímpico

## Carreira
Fabian Wiede integrou a Seleção Alemã de Handebol no Rio 2016, conquistando a medalha de bronze.